# Mässkrud

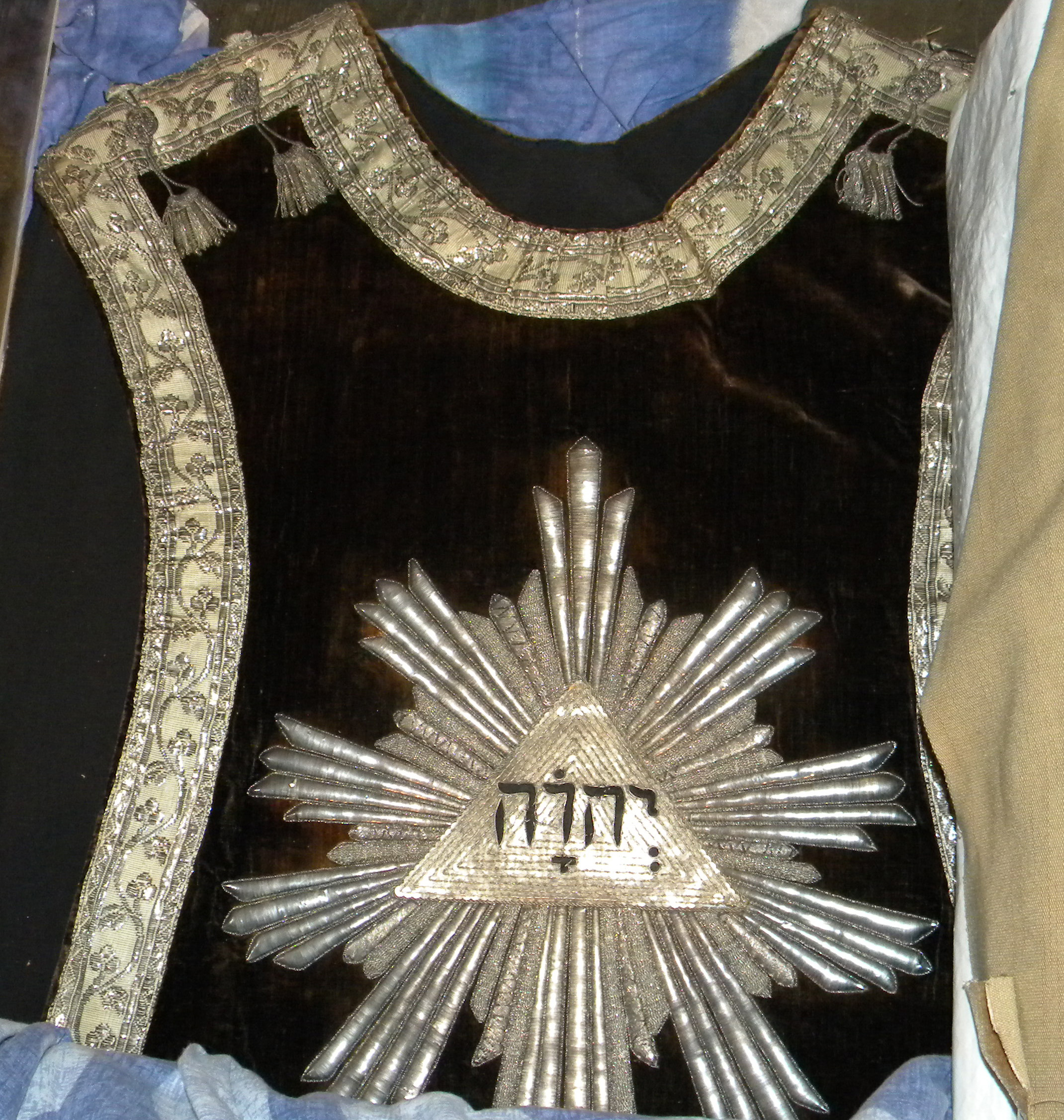
Mässdräkt från 1680-talet i Kropps kyrka i Helsingborg

Mässkrud är en samlingsbeteckning för de liturgiska plaggen i liturgiska färger. Mässhaken är som regel den allra vackraste och mest påkostade klädnaden bland kyrkotextilierna som prästen endast använder under själva nattvardsmässan. 
Ordet "mässhake" skall inte förväxlas med det övergripande samlingsbegreppet "mässkrud".
Eftersom mässkrudar används och beräknas användas under väldigt lång tid förvaras de allt oftare liggande i särskilda skrudskåp. Textilerna far illa av den tidigare vanliga hängande förvaringen, även om skrudarna som regel förvaras i ett skyddande ytterhölje.